# 莫拉西略斯
莫拉西略斯，是西班牙卡斯蒂利亚-莱昂萨莫拉省的一个市镇。 总面积24平方公里，总人口280人（2001年），人口密度12人/平方公里。